# Quinteto de cuerda n.º 2 (Mozart)
El Quinteto de cuerda n.º 2 en do menor, K. 406/516b, fue escrito por Wolfgang Amadeus Mozart en 1787, como transcripción de su temprana Serenata n.º 12 (KV 388), para octeto de viento.  Como todos los quintetos de cuerda de Mozart, se trata de una obra escrita para lo que se conoce como "quinteto con viola", ya que la instrumentación consiste en un cuarteto de cuerda más una viola adicional (es decir, dos violines, dos violas y un violonchelo).

## Estructura
La obra consta de cuatro movimientos:
- I. Allegro di molto, en do menor]]

No se admite la reproducción de audio en este navegador. Se puede descargar el archivo de audio.
- II. Andante, en Mi bemol mayor

No se admite la reproducción de audio en este navegador. Se puede descargar el archivo de audio.
- III. Menuetto in canone - Trio in canone al rovescio; el minueto, en Do menor: el trío, en Do mayor

No se admite la reproducción de audio en este navegador. Se puede descargar el archivo de audio.
No se admite la reproducción de audio en este navegador. Se puede descargar el archivo de audio.

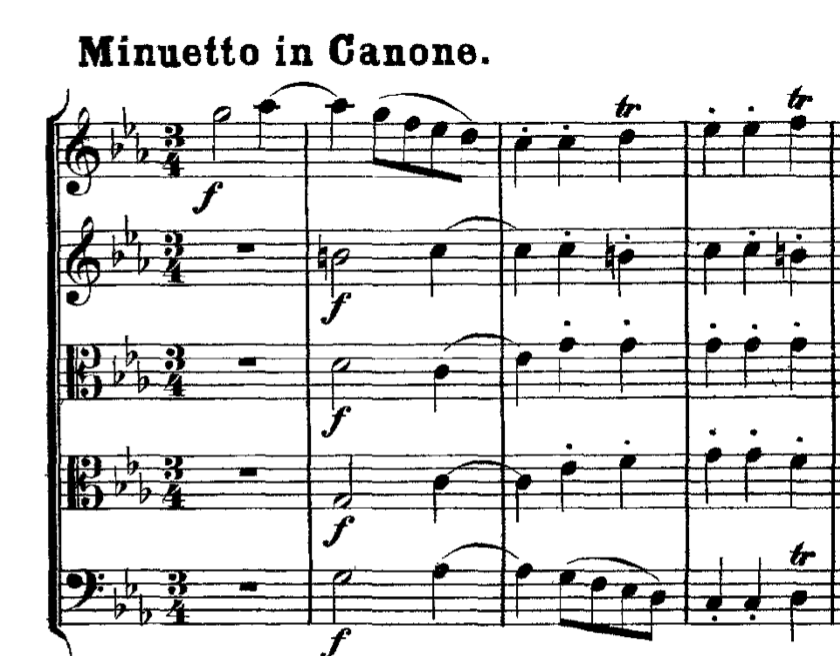
Comienzo del minueto, con el vionchelo siguiendo en canon al primer violín.

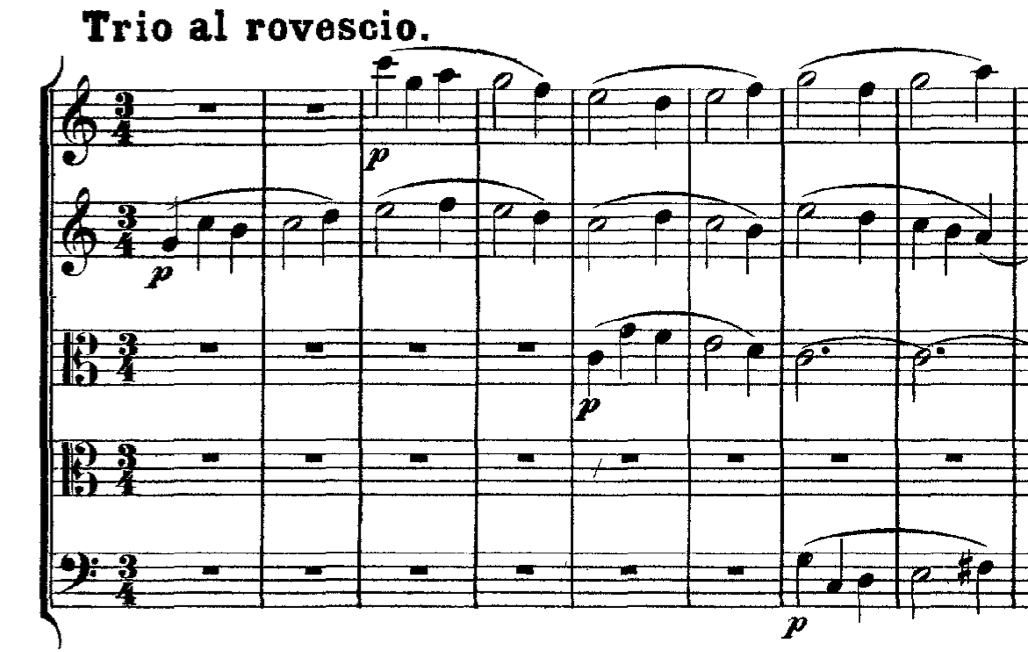
Comienzo del trío, con canon en espejo.

- IV. Allegro, en Do menor que pasa a Do mayor

No se admite la reproducción de audio en este navegador. Se puede descargar el archivo de audio.